# Andrej Aršavin
Andrej Sergejevič Aršavin (ruski: Андрей Сергеевич Аршавин, čita se Andrjej Sjergjejevič' Aršavin) (Sankt-Peterburg, 29. svibnja 1981.) je ruski umirovljeni nogometaš i bivši reprezentativac. Aršavin je igrao na poziciji veznog napadača, no mogao je igrati i kao čisti napadač. Aršavin je najpoznatiji po svojoj tehnici, kontroli i viziji tijekom igre, te zbog toga jako često preuzima ulogu play-makera.
Od 2000. godine nastupa za peterburški Zenit u kojem je uspješno osvajao prvo, druga i treća mjesta u Ruskoj ligi. Zenit je prvak bio 2007. godine, prvi put nakon 1984. (kada je još bila Sovjetska liga), a Aršavin je igrao u svih 30 utakmica, postigao 10 pogodaka i imao 11 asistencija tijekom te sezone. Kao profesionalac debitira na meču protiv Bredforda u polufinalu Intertoto kupa. U veljači 2009. prelazi u engleski Arsenal.
Za reprezentaciju je debitirao 17. svibnja 2002. protiv Bjelorusije, a već je 24. ožujka 2007. bio kapetan ruske momčadi protiv Estonije.
Izbornik Guus Hiddink pozvao ga je na EURO 2008. iako nije mogao igrati prve dvije utakmice zbog crvenog kartona. No, u trećem kolu, protiv Švedske, Aršavin je igrao i postigao drugi pogodak za Rusiju u 50. minuti, te je tako osigurao prolaz Rusiji u četvrtfinale. Na toj utakmici izabran je i za igrača utakmice. No, i u četvrtfinalnoj utakmici, u kojoj je Rusija porazila Nizozemsku s 3:1 nakon produžetaka, Aršavin je odigrao odličnu utakmicu, potigao pogodak i izabran je ponovo za igrača utakmice.

## Vanjske poveznice
- Profil na Transfermarktu
- Profil na Soccerwayu